# آهنگ (بجستان)
آهنگ، روستایی از توابع بخش مرکزی شهرستان بجستان در استان خراسان رضوی ایران است.

## جمعیت
این روستا در دهستان جزین قرار داشته و براساس سرشماری مرکز آمار ایران در سال ۱۳۹۰، جمعیت آن ۴۱۸ نفر (۱۴۴ خانوار) بوده‌است.